# 黄舍骄
黄舍骄，中华人民共和国政治人物、外交官。
1996年，接替周贤觉担任中华人民共和国驻扎伊尔共和国大使。1997年，由孙昆山接任。